# レオナルド・シャーシャ

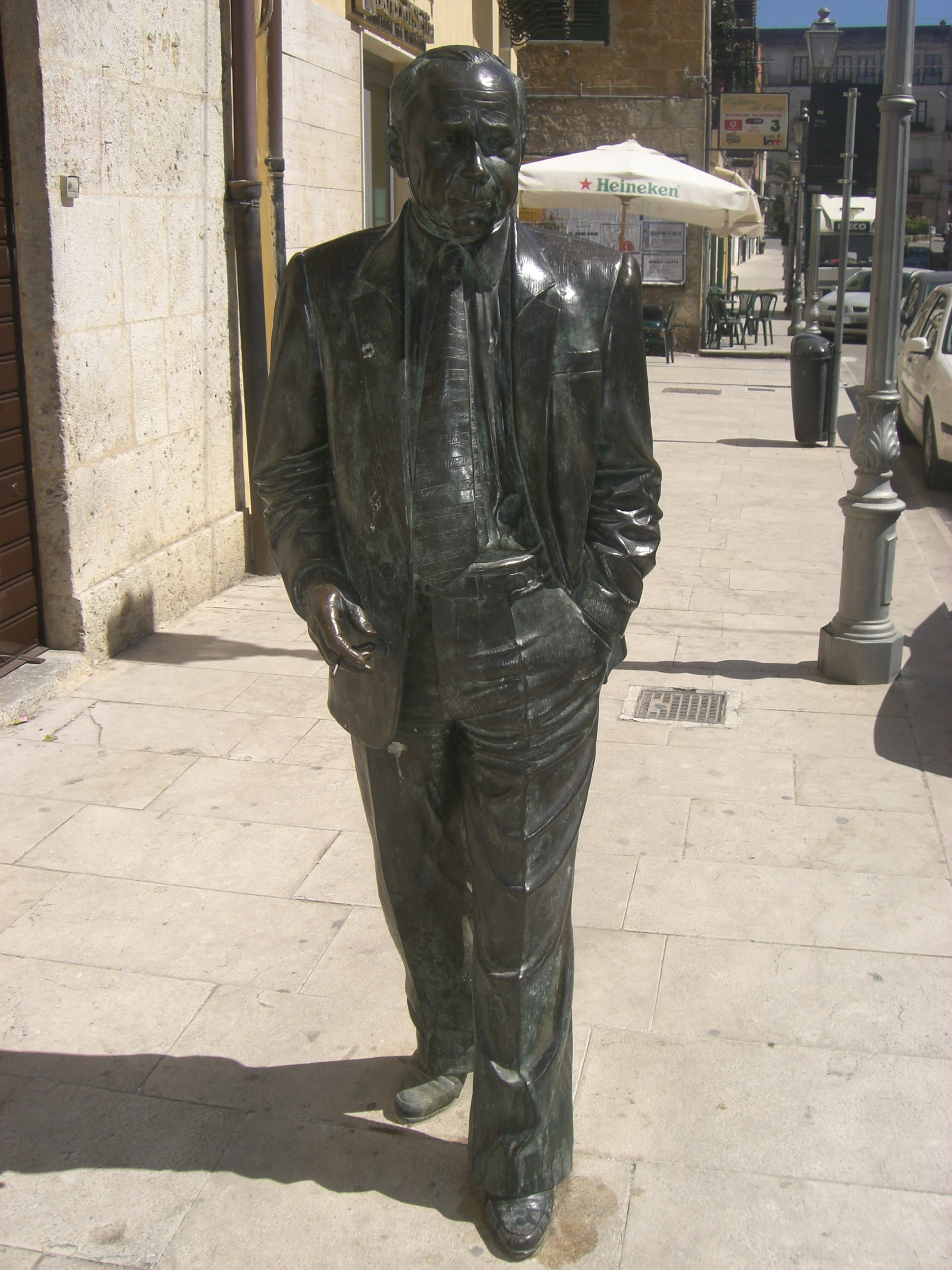
ラカルムートにあるレオナルド・シャーシャ像

レオナルド・シャーシャ（Leonardo Sciascia, 1921年1月8日ラカルムート - 1989年11月20日パレルモ）は20世紀のイタリアの作家、小説家、詩人、評論家、政治家。イタリア文学史上初のマフィアを告発する小説を書いた作家として知られる。しかしマフィア問題はシャーシャが扱う多くの社会問題の一つに過ぎず、作家のテーマは「人間の威厳(Dignità dell'uomo)」と「正義(giustizia)」である。
スタンダールとピランデッロを特に敬愛していた。

## 経歴
シチリア州アグリジェント県に属するコムーネ、ラカルムート (Racalmuto)に生まれる。父パスクアーレ・シャーシャと母ジェノヴェッファ・アルトレッリの間に生まれる3人兄弟の長男。父親と祖父は硫黄鉱山で働いていたので、作家の歴史は硫黄鉱山の仕事に深く根づいている。

### カルタニセッタ時代
7歳からラカルムートの小学校に通いはじめ、早くも読書の楽しみを覚える。8歳から14歳までの間に、作家レオナルド・シャーシャの基盤を形成する作家たち（マンゾーニやディドロ、クーリエ、カサノヴァなど）の書物など、300冊もの本を読んだ。本の多くは教師をしていた叔母の家で手にすることができた。
1935年、14歳のときにカルタニセッタへ家族で引っ越し、師範学校<Istituto Magistrale IX maggio>に通い始める。師範学校では7年間勉学に励み、理数系の科目、音楽は少し苦手であったが、全ての教科で好成績（特にイタリア語は8段階の8）を残した。当時、この師範学校ではヴィタリアーノ・ブランカーティも教鞭をとっており、シャーシャはここでアメリカ文学（ドス・パソス、ヘミングウェイ、フォークナー）やフランス文学、多くの知識人や反ファシストの思想に出会う。
映画館や劇場に足繁く通っていた。
1936年、スペイン内戦が勃発。ムッソリーニによりスペインへ送られ、フランコの為に死んでゆくシチリア人兵の苦しみを綴った、後に発表される小説「ランティモニオ」は、この時の苦しい経験をもとに書かれた。
シャーシャは2度の徴兵命令を見送られ、3度目召喚でデスクワーク担当として徴兵された。したがって、一切兵器を手にすることなく、兵役期間を終えることができた。
1941年から1948年までラカルムートの穀物備蓄場で働く。シャーシャはここで、製塩・鉱山労働者や農民の極度の貧困状態に触れることとなり、その経験はデビュー作『レガルペトラ教区の人々』の中に描かれている。
1944年、ラカルムートで小学校の教師をしていたマリーア・アンドローニコと結婚し、のちにラウラとアンナマリーアの二人の娘をもうける。いくつかの新聞に自分の詩を掲載し始める。
1948年、弟のジュゼッペが25歳で突然自殺。シャーシャは、自分でも納得のいく説明がつかない弟の死について話すことを避け続けた。
1949年から1957年までラカルムートの小学校で教鞭を取る。

### 作家時代初期
1950年、物語『独裁の寓話』を発表。
1952年、詩集『シチリア、その心』を出版。
1953年、評論『ピランデッロとピランデッロ主義』発表。この作品でピランデッロ賞受賞。
パゾリーニなど一流の作家や評論家の協力を得て、1954年から文学誌「ガッレリーア」（Galleria）の編纂をする。
1956年、作家としてのデビュー作となる『レガルペトラ教区の人々』出版。教師の経験を描いて文学誌に投稿した「学校日誌」が出版社ラテルツァの編集長ヴィート・ラテルツァの目にとまり、ラカルムートの歴史も加えて一冊の本にしないかと声がかかり、そこで出来上がったのがこの作品である。貧しい生徒や製塩労働者の生活を描いてシチリア社会の歪みをとらえた。レガルペトラは架空の村だが、シャーシャの出生地ラカルムートのことである。
1958年、短編集『シチリアの叔父たち』を出版。収納されているのは「アメリカのおば」、「スターリンの死」、「‘48」の三篇。1960年の版からは「ランティモニオ」が追加される。

### 作家時代中期
1961年、シャーシャを小説家として一躍有名にした小説『真昼のふくろう』発表。作家の推理小説シリーズ第一作目に当たり、文学史上初めてマフィアをイタリアの社会悪として告発する物語小説である。68年には、ダミアーノ・ダミアーニ監督により映画化もされた。この作品によりマフィア問題についての論争が激しくなり、レオナルド・シャーシャの作家・知識人としての特徴を定義づけるような作品である。
作家にとってシチリアは単なる小説の材料であるだけでなく、一つの苦しみであった。そんな作家の心をとらえたのは主に18世紀ヨーロッパの論理性を尊重する革新的思想、啓蒙主義者の思想であった。どんどんシチリア化していくイタリア全体を見たシャーシャは、なぜこれほどまでに、シチリアに悪（マフィア問題や教会の権力と政治家たちの腐敗）がはびこることになったのか、混乱の原因は何なのかを考え、60年代からシチリアの歴史を深く研究するようになった。
『真昼のふくろう』発表の同年、『ピランデッロとシチリア』というピランデッロについての二作目の評論も出版している。
1963年、『エジプト評議会』を出版。16世紀の終わりごろに実際にパレルモで起こった事件にヒントを得て書き上げた歴史小説である。
1964年、『異端審問官の死』発表。この作品は、17世紀にスペインで異端審問かけられ非業の死を遂げた、作家と同じラカルムート出身の修道士ディエゴ・ラ・マティーナについて書かれた作品である。文書資料や記録を徹底的に調べ上げ書かれた。
1966年、推理小説シリーズ第2作目にあたる『人それぞれに』出版。完全に都市に進出し、政治界にまで入り込んだマフィアの様子を描く。
70年代はシャーシャがもっとも活発に活動した時期である。
1971年、推理小説シリーズ第三作目に当たる『権力の朝』出版。
1974年、シリーズ第四作目『トード・モード』の発表。
これらの小説は、76年から大躍進を始めるイタリア共産党と長年第一党だったキリスト教民主党の権力の癒着と、78年に起こる元首相アルド・モーロ誘拐殺人事件を模倣したかのような作品で、大論争を巻き起こした。預言者的に叫ばれ始めたシャーシャは、イタリアが危機的状況や問題に直面したとき、常に意見を求められ、作家・知識人として注目を浴びる。
1975年、共産党員としてパレルモ市議会の選挙に立候補し、多くの票を得て当選。政治家としても活躍を始めるが、歴史的妥協の政策について同じ共産党員と意見が合わず、わずか18ヶ月後には辞任する。
1979年、急進党の提案を受け、急進党議員として欧州議会と国会議員に立候補し、当選。ここでは主にアルド・モーロ誘拐殺人事件の専門調査員として活動した。83年に辞任。
モーロ事件の直後にシャーシャが書き上げた『モーロ事件』は、イタリアよりも先にフランスで発売されたほどであり、フランスでの人気のほども窺える。
シャーシャの書く作品はジャンル分けが難しく、推理小説の手法をとりながら純粋な推理小説ではなく、社会現実を題材としながらジャーナリズムとも異なるものである。その中で作家は、史実と想像を巧みに融合させた独自のスタイルを完成させてゆく。
『マヨラーナの失踪』はもっとも注目された時期のシャーシャの代表作であると言える。ファシズムの時代に実在した物理学者エットレ・マヨラーナを扱った歴史ものでありながらも、刑事物の推理小説のスタイルで展開したシャーシャ文学の特徴的な作品である。この作品は多くの物理学者を巻き込む長い論争を生んだ。1987年のインタビューで、シャーシャは自身の作品の中でもっとも気に入っているのはこの『マヨラーナの失踪』であると答えている。
1977年からは毎年1ヶ月パリで過ごすようになる。

### 作家時代後期
晩年は病気が重くなり、ミラノの病院に通うことを余儀なくされ、苦労しながらも作家としての活動を続ける。
1985年、『小さな年代記』とシチリアのことわざや格言を集めた本『山羊の目』の出版。
1986年、アレッサンドロ・マンゾーニの生誕を記念して書いた『魔女と隊長』を出版。
1987年、死刑についての考えを述べた自伝的小説『開かれた扉』を発表。この小説は、1990年にジャンニ・アメーリオ監督により映画化された。
1988年、推理小説『騎士と死神』の発表。
1989年、亡くなる数か月前に評論『ピランデッロ辞典AからZまで』、シャーシャの死と同じ日に最後の推理小説『小さなマフィアの話』（邦訳あり）が出版された。

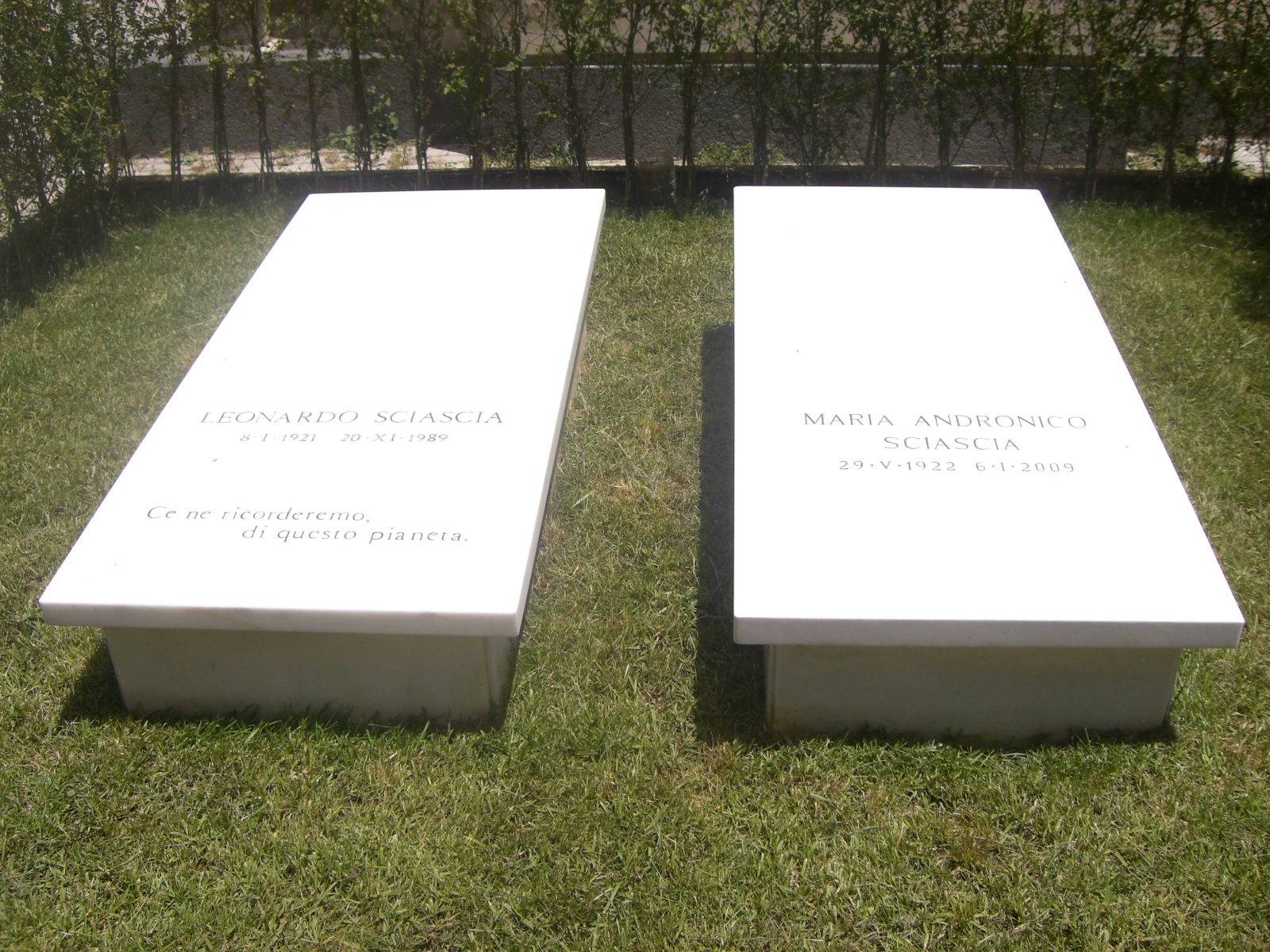
レオナルドと妻マリーアの墓

シャーシャは1989年11月20日、親友のジェズアルド・ブファリーノなどから多くの敬意の言葉を送られながら、パレルモにて死去。彼の遺体はラカルムートの墓地の入り口に眠っている。

## 作品リスト
- 『独裁の寓話』 (Favole della dittatura, Bardi, Roma, 1950)
- 『シチリア、その心』 (La Sicilia, il suo cuore, Bardi, Roma, 1952)
- 『ピランデッロとピランデッロ主義』 (Pirandello e il pirandellismo, Salvatore Sciascia, Caltanisetta, 1953)
- 『レガルペトラ教区の人々』 (Le parrocchie di Regalpetra, Laterza, Bari, 1956)
- 『シチリアの叔父たち』 (Gli zii di Sicilia, Einaudi, Torino, 1958)
- 『真昼のふくろう』 (Il giorno della civetta, Einaudi, Torino, 1961 ＊映画化） 邦訳あり（竹山博英訳、朝日新聞社、1987年）
- 『ピランデッロとシチリア』 (Pirandello e la Sicilia, Salvatore Sciascia, Caltanisetta, 1961)
- 『エジプト評議会』 (Il Consiglio d’Egitto, Einaudi, Torino, 1963)
- 『異端審問官の死』 (Morte dell’inquisitore, Laterza, Bari, 1964)
- 『下院議員』 (L’onorevole, Einaudi, Torino, 1965)
- 『シチリアの宗教祭』 (Feste religiose in Sicilia, 1965)
- 『人それぞれに』 (A ciascuno il suo, Einaudi, Torino, 1966 ＊映画化） 邦訳あり（『ちいさなマフィアの話』と合本）
- 『A.Dに捧げられたリパリ島の係争の実演』 (Recitazione della controversia liparitana dedicata ad A.D., Einaudi, Torino, 1969)
- 『狂った弦』 (La corda pazza, Einaudi, Torino, 1970)
- 『権力の朝』 (Il contesto, Einaudi, Torino, 1971 ＊映画化タイトル『ローマに散る』） 邦訳あり（千種堅訳、新潮社、1976年）
- 『レイモン・ルーセルの死に関する調書』 (Atti relativi alla morte di Raymond Roussel, ESSE (Sellerio), Palermo, 1971)
- 『ぶどう酒色の海』 (Il mare colore del vino, Einaudi, Torino, 1973)
- 『トード・モード』 (Todo modo, Einaudi, Torino, 1974 ＊映画化）
- 『マヨラーナの失踪』 (La scomparsa di Majorana, Einaudi, Torino, 1975） 邦訳あり（千種堅訳、出帆社、1976年）
- 『刺殺者たち』 (I pugnalatori, Einaudi, Torino, 1976)
- 『カンディドあるいはシチリアでの夢』 (Candido ovvero un sogno fatto in Sicilia, Einaudi, Torino, 1977)
- 『モロ事件』、(L'affaire Moro, Sellerio, Palermo, 1978） 邦訳あり（千種堅訳、新潮社、1979年）
- 『黒を重ねる』 (Nero su nero, Einaudi, Torino, 1979)
- 『比喩としてのシチリア』 (La Sicilia come metafora,1979)
- 『不信心者の立場から』 (Dalle parti degli infedeli, Sellerio, Palermo, 1979)
- 『記憶の劇』 (Il teatro della memoria, Einaudi, Torino, 1981)
- 『記憶すべき判決』 (La sentenza memorabile, Sellerio, Palermo, 1982)
- 『お祭り騒ぎ』 (Kermesse, Sellerio, Palermo, 1982)
- 『クロスワード』 (Cruciverba, Einaudi, Torino, 1983)
- 『スタンダールとシチリア』 (Stendhal e la Sicilia, Sellerio, Palermo, 1984)
- 『山羊の眼』 (Occhio di capra, Einaudi, Torino, 1984)
- 『小さな年代記』 (Cronachette, Sellerio, Palermo, 1985)
- 『作家の若き頃の肖像のために』 (Per un ritratto dello scrittore da giovane, Sellerio, Palermo, 1985)
- 『魔女と隊長』 (La strega e il capitano, Bompiani, Milano, 1986)
- 『1912+1』 (1921+1, Adelphi, Milano, 1987)
- 『開かれた扉』 (Porte aperte, Adelphi, Milano, 1987 ＊映画化）
- 『騎士と死神』 (Il cavaliere e la morte, Adelphi, Milano, 1988)
- 『スペインの時間』 (Ore di Spagna, Pungitopo, Marina di Patti, 1988)
- 『ピランデッロ辞典AからZまで』 (Alfabeto pirandelliano, Adelphi, Milano, 1989)
- 『ちいさなマフィアの話』 (Una storia semplice, Adelphi, Milano, 1989） 邦訳あり（武谷なおみ訳、白水社、1994年）
- 『文学と市民のいろいろな話』 (Fatti diversi di storia letteraria e civile, Sellerio, Palermo, 1989)
- 『未来の記憶のために-もし記憶に未来があるなら』 (A futura memoria - se la memoria ha un futuro, Bompiani, Milano, 1989)